# ميلتون كاسكو
ميلتون اوسكار كاسكو (بالإسبانية: Milton Óscar Casco)‏ لاعب كرة قدم أرجنتيني ، يلعب في مركز الظهير الايسر في نادي نيولز أولد بويز الأرجنتيني، واحد لاعبي منتخب الأرجنتين لكرة القدم في كوبا أمريكا 2015 .
لعب عام 2009 في نادي جيمناسيا لابلاتا وتم أنتقله إلى نيولز نادي نيولز أولد بويز في عام 2012 ، اختاره المدرب جيراردو مارتينو للمشاركة مع منتخب الأرجنتين لكرة القدم في بطولة كوبا أمريكا 2015 المقامة في تشيلي .

## مسيرته الكروية
لعب ميلتون كاسكو خلال مسيرته الاحترافية مع 3 أندية في أربعة عشر موسمًا وسجل خلالها 8 أهداف ضمن 231 مباراة. حيث فاز في ثلاثة مواسم بالكأس ولم يفز بأي دوري.
خاض ميلتون كاسكو مسيرته مع نادي جيمناسيا لابلاتا في موسم 2008–09 ليلعب معه أربعة مواسم، مشاركًا في 72 مباراة ولم يسجل أي هدف. ثم انتقل إلى FC Barcelona (beach soccer) ‏ في موسم 2012–13 ليلعب معه أربعة مواسم، حيث شارك في 81 مباراة سجل خلالها 5 أهداف. لينتقل بعدها إلى نادي ريفر بليت في موسم 2015 ليلعب معه ستة مواسم، مشاركًا في 78 مباراة سجل خلالها 3 أهداف.

## روابط خارجية
- ميلتون كاسكو على موقع الاتحاد الدولي (مؤرشف)  (الإنجليزية)
- ميلتون كاسكو على موقع قاعدة بيانات كرة القدم.إي يو (الإنجليزية)
- ميلتون كاسكو على موقع ناشيونال فوتبول تيمز (الإنجليزية)
- ميلتون كاسكو على موقع Soccerway.com (الإنجليزية)
- ميلتون كاسكو على موقع كووورة
- ميلتون كاسكو على موقع AS.com (الإسبانية)